# Mysidella mukaii
Mysidella mukaii är en kräftdjursart som beskrevs av Murano 2002. Mysidella mukaii ingår i släktet Mysidella och familjen Mysidae. Inga underarter finns listade i Catalogue of Life.